# 名古屋市立黄金中学校
名古屋市立黄金中学校（なごやしりつ こがねちゅうがっこう）は、愛知県名古屋市中村区権現通にある市立中学校。

## 概要
1950年に名古屋市立笈瀬中学校から分離開校した。学校規模は2020年度時点で各学年2クラスである。名古屋市の中村区役所が付近に位置している。

## 沿革
- 1950年 - 米野小学校を本部として開校（笈瀬中学校から分離独立）。[2]
- 1951年 - 北、南校舎完成。校歌制定。[2]
- 1954年 - 中校舎完成。[2]
- 1968年 - プール、体育館完成。[2]
- 1987年 - 体育館改修、格技場、クラブハウス完成。[2]
- 2019年 - 北校舎トイレ、外壁改修工事。[2]

## 通学区域
米野小学校通学区、牧野小学校通学区

## 進学前小学校
- 米野小学校
- 牧野小学校

## アクセス
- 名古屋市営地下鉄桜通線 太閤通駅4番出口より南へ徒歩で約10分。[2]
- 近鉄名古屋線 黄金駅より北へ徒歩で約11分。[2]